# (6683) Karachentsov
(6683) Karachentsov (1976 GQ2) – planetoida z pasa głównego asteroid okrążająca Słońce w ciągu 5,43 lat w średniej odległości 3,09 j.a. Odkryta 1 kwietnia 1976 roku.